# 釜山政治波動
釜山政治波動（韓語：부산정치파동），是指1952年5月-7月朝鮮戰爭期間韓國總統李承晚在臨時首都釜山為連任總統而強行通過修憲而引起的政治騷動。

## 历史
李承晚在1948年出任韓國總統，任期4年，但在任期中期發生朝鮮戰爭，戰爭中政府不正腐敗，軍隊無能，國會中反李承晚勢力佔大多數，當時韓國總統由國會議員選出，於是李承晚為連任總統改總統由國會議員選出為由國民直接選舉，並發佈戒嚴令，逮捕反李承晚的國會議員，並在7月4日通過修憲，稱為拔萃修憲案。
結果在8月5日第二次大韓民國總統選舉，李承晚以壓倒性支持連任。